# Коропець (гміна)
Ґміна Коропець — сільська гміна у Бучацькому повіті Тернопільського воєводства Другої Речі Посполитої. Адміністративним центром ґміни був Коропець.
Утворена 1 серпня 1934 року в рамках реформи на підставі нового закону про самоуправління (23 березня 1933 року).
Площа гміни — 87,47 км²
Кількість житлових будинків — 2144
Кількість мешканців — 10297
Нову гміну було створено на основі гмін: Коропець, Новосілка Коропецька (з 1946 року Садове), Залісся Коропецьке, Вістря, Пужники